# Doryichthys deokhatoides
Doryichthys deokhatoides es una especie de pez de la familia Syngnathidae en el orden de los Syngnathiformes.

## Morfología
Los machos pueden alcanzar 18,5 cm de longitud total.

## Reproducción
Es ovovivíparo y el macho transporta los huevos en una bolsa ventral, la cual se encuentra debajo de la cola.

## Hábitat
Es un pez de agua dulce y de clima tropical.

## Distribución geográfica
Se encuentra en las  cuencas de los ríos Chao Phraya y Mekong en Laos Tailandia y, también, en Sumatra y  Borneo.